# Phyllactis cichoracea
Phyllactis cichoracea är en havsanemonart som beskrevs av Milne-Edwards in Haeckel 1876. Phyllactis cichoracea ingår i släktet Phyllactis och familjen Actiniidae. Inga underarter finns listade i Catalogue of Life.